# Masama Rundugai
Masama Rundugai ist ein Verwaltungsbezirk (Ward) des Distrikts Hai in der tansanischen Region Kilimandscharo.

## Geografie
Masama Rundugai liegt im Nordosten von Tansania etwa 15 Kilometer Luftlinie südwestlich der Regionshauptstadt Moshi. Die Grenze im Osten bildet der Fluss Kikafu, die im Südwesten der Kikuletwa.
Der Bezirk grenzt im Nordosten an Machame Weruweru, im Osten an Arusha Chini des Distrikts Moshi, im Süden an Msitu wa Tembo und Naisinyai des Distrikts Simanjiro und im Westen an KIA und Bondeni. Bei der Volkszählung 2022 lebten 16.475 Menschen in 4125 Haushalten auf einer Fläche von 169 Quadratkilometern.

## Gliederung
Der Bezirk besteht aus fünf Gemeinden (Mtaa) mit 24 Orten (Kitongoji):
| Kawaya - Longoi Land - Mapacha - Njoro - Kawaya Kati - Kituoni - Kisimani | Mkalama - Mlima Mswaki - Mwasiti - Mbuguni - Yamnono - Longoi Kati | Chekimaji - Jitengeni - Chekereni - Dipu - Majengo - Magadini | Chemka - Kambi ya Chokaa - Kikuletwa - Tindigani - Ngulu Chini - Ngulu Juu | Rundugai - Lembeni A - Lembeni B - Iramba |

## Wirtschaft und Infrastruktur
- Bildung: Die Rundugai Secondary School ist eine staatliche Schule, die Mädchen und Burschen bis zur 4. Stufe ausbildet.[7]
- Gesundheit: In der Gemeinde Chekimaji liegt ein staatliches Gesundheitszentrum.[8] Außerdem gibt es staatliche Apotheken in Kawaya,[9] Mkalama,[10] Chemka[11] und Rundugai.[12]
- Eisenbahn: Durch den Bezirk verläuft die Bahnlinie von Moshi nach Arusha,[2] die im August 2020 wieder eröffnet wurde.[13]

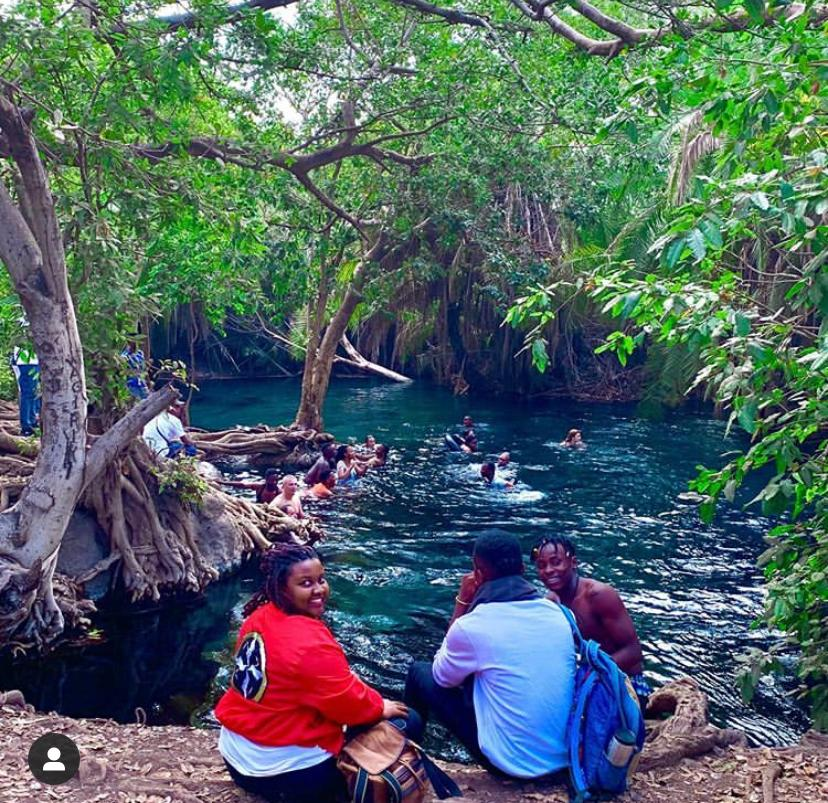
Die warme Quelle Maji Moto in Kikuletwa

## Tourismus
In Kikuletwa speist die etwa 27 Grad Celsius warme Quelle Maji Moto einen bis zu 10 Meter tiefen See. Das klare Wasser fließt in den Fluss Kikuletwa ab.